# Henry Danger (2.ª temporada)
A segunda temporada de Henry Danger tem 18 episódios, e o episódio 17 é um crossover com a série The Thundermans produzidos da série de televisão norte-americana Henry Danger. A temporada dá início às novas aventuras de Henry (Kid Danger), Ray (Capitão Man), Charlotte, Jasper e Piper. Foi ao ar pela Nickelodeon no mês de setembro de 2015 nos Estados Unidos e no mês de fevereiro de 2016 no Brasil.

## Produção
A temporada foi gravada entre os meses de Setembro de 2015 e Julho de 2016; foi exibida no mês de setembro de 2015 nos Estados Unidos. Estreou com o episódio "A Batida Continua". O episódio foi visto por 2,13 milhões de espectadores.

## Sequência de Abertura
Na abertura da série é tocada o tema da série e vários momentos da turma aparece. No fim é exibida uma cena de Henry e Ray como Kid Danger e Capitão Man subindo em tubos.

## 2.ª temporada (2016–2017)
- A Temporada é composta por 18 episódios.
- Foi filmada entre junho e dezembro de 2015.
- Jace Norman, Cooper Barnes, Riele Downs e Sean Ryan Fox estão presentes em todos os episódios
- Ella Anderson está ausente em dois episódios (7 e 8)

| # | #  | Título | Dirigido por  | Escrito por                                    | Exibição original                                                                      | Código de produção | Audiência (em milhões) |
| --- | -- | --- | ------------- | ---------------------------------------------- | -------------------------------------------------------------------------------------- | ------------------ | ---------------------- |
| 26 | 1  | "A Batida Continua (BR)" E a Batida Continua (PT)" "The Beat Goes On"                                                                                           | Adam Weissman | Dan Schneider Christopher J. Nowak             | 12 de setembro de 2015 8 de fevereiro de 2016 8 de fevereiro de 2016                   | 201                | 2.13                   |
| O Dr. Minyak volta e pega Charlotte, ele hipnotiza a menina com uma música que diz para ela acabar com Captão Man e Kid Danger                                                                                             |    | |               |                                                |                                                                                        |                    |                        |
| 27 | 2  | "Três Raparigas e Um Henry: Parte 1 (PT)" Três Garotas e Um Henry: Parte 1 (BR)" "One Henry, Three Girls: Part 1" (Parte 1 do Segundo Especial de Henry Danger) | Adam Weissman | Dan Schneider Jay Kogen                        | 19 de setembro de 2015 9 de fevereiro de 2016 11 de fevereiro de 2016                  | 202                | 1.78                   |
| Henry e Bianca estão se separando porque Henry não queria ser namorado e namorada, já que ele não achava que ele estava pronto. Bianca diz que é porque ele não pode se comprometer com nada. E Henry reencontra Veronika. |    | |               |                                                |                                                                                        |                    |                        |
| 28 | 3  | "Três Raparigas e Um Henry: Parte 2 (PT)" Três Garotas e Um Henry: Parte 2 (BR)" "One Henry, Three Girls: Part 2" (Parte 2 do Segundo Especial de Henry Danger) | Steve Hoefer  | Dan Schneider Dave Malkoff                     | 26 de setembro de 2015 10 de fevereiro de 2016 11 de fevereiro de 2016                 | 203                | 1.78                   |
| Chloe volta de um talk-show e marca de encontrar Henry no baile da escola. |    | |               |                                                |                                                                                        |                    |                        |
| 29 | 4  | "Henry, o Treinador (BR)" Henry e o Basquetebol (PT)" "Henry, the Coach"                                                                                        | Mike Caron    | Dan Schneider Avin Das                         | 3 de outubro de 2015 9 de fevereiro de 2016 11 de fevereiro de 2016                    | 204                | 1.57                   |
| Piper está tentando fazer com que Henry seja o treinador de sua equipe de basquete. Henry se recusa e diz que não pode porque tem uma namorada e trabalho.                                                                 |    | |               |                                                |                                                                                        |                    |                        |
| 30 | 5  | "Capitão Man: de Férias (BR)" As Férias do Capitão Man (PT)" "Captain Man: On Vacation"                                                                         | Nathan Kress  | Dan Schneider Christopher J. Nowak             | 10 de outubro de 2015 10 de fevereiro de 2016 15 de fevereiro de 2016                  | 205                | 1.61                   |
| Ray vai ao casamento do seu primo por três dias. Mas, ele acha que Henry não conseguirá combarter os vilões de Swellview.                                                                                                  |    | |               |                                                |                                                                                        |                    |                        |
| 31 | 6  | "O Brinca-Tempo (PT)" O Vilão do Tempo (BR)" "The Time Jerker"                                                                                                  | Steve Hoefer  | Dan Schneider Jay Kogen                        | 7 de novembro de 2015 16 de fevereiro de 2016 21 de maio de 2016                       | 206                | 1.85                   |
| Ray e Schwoz estão quase descobrindo o esconderijo do Vilão do Tempo para acabar com o tempo dele. Mas, em um momento, Henry acaba voltando no tempo e terá que reviver tudo o que passo no mesmo dia!                     |    | |               |                                                |                                                                                        |                    |                        |
| 32 | 7  | "O Bife Secreto (PT)" O Restaurante Exclusivo (BR)" "Secret Beef"                                                                                               | Adam Weissman | Dan Schneider Dave Malkoff                     | 14 de novembro de 2015 17 de fevereiro de 2016 28 de maio de 2016                      | 207                | 1.35                   |
| Henry ganha um prêmio para jantar com um acompanhante em um restaurante, mas há um problema: todos os seus amigos, sua família e Ray dejam ir, mas o garoto acaba escolhendo sua namorada, Bianca                          |    | |               |                                                |                                                                                        |                    |                        |
| 33 | 8  | "A Inveja de Henry (PT)"Um Novo Herói (BR) "Henry's Jelly" | Adam Weissman | Dan Schneider Avin Das                         | 21 de novembro de 2015 18 de fevereiro de 2016 4 de junho de 2016                      | 208                | 1.52                   |
| Henry fica com ciúmes de Jasper, que ajuda a polícia e vira o novo herói de Swellview |    | |               |                                                |                                                                                        |                    |                        |
| 34 | 9  | "Perigo no Natal" "Christmas Danger" | Steve Hoefer  | Dan Schneider Christopher J. Nowak             | 28 de novembro de 2015 19 de dezembro de 2016                                          | 209                | 1.62                   |
| 35 | 10 | "Henry Indestrutível: Parte 1 (PT)/ (BR)" (Parte 1 do Terceiro Especial de Henry Danger) "Indestructible Henry: Part 1"                                         | Nathan Kress  | Dan Schneider Jay Kogen                        | 19 de março de 2016 1 de julho de 2016 10 de outubro de 2016                           | 210                | 2.02                   |
| 36 | 11 | "Henry Indestrutível: Parte 2 (PT)/ (BR)" (Parte 2 do Terceiro Especial de Henry Danger) "Indestructible Henry: Part 2"                                         | Russ Reinsel  | Dan Schneider Dave Malkoff                     | 26 de março de 2016 1 de julho de 2016 11 de outubro de 2016                           | 211                | 2.12                   |
| 37 | 12 | "Um Vídeo, Muitas Confusões (BR) Mensagem, Mentiras e Vídeo (PT)" "Text, Lies & Video"                                                                          | Steve Hoefer  | Dan Schneider Avin Das                         | 9 de abril de 2016 23 de outubro de 2016 12 de outubro de 2016                         | 212                | 1.65                   |
| 38 | 13 | "Universo Inverso (BR)(PT)" "Opposite Universe" | Adam Weissman | Dan Schneider Christopher J. Nowak             | 16 de abril de 2016 19 de setembro de 2016 13 de outubro de 2016                       | 213                | 1.75                   |
| 39 | 14 | "Brad Invísivel (BR) Perigo Fatal (PT)" "Grave Danger" | David Kendall | Dan Schneider Andrew Reese Thomas Joe Sullivan | 23 de abril de 2016 20 de setembro de 2016 18 de outubro de 2016                       | 217                | 1.67                   |
| 40 | 15 | "De Volta ao Passado (BR) Varicoça (PT)" "Ox Pox" | Steve Hoefer  | Dan Schneider Samantha Martin                  | 30 de abril de 2016 21 de setembro de 2016 19 de outubro de 2016                       | 218                | 1.83                   |
| 41 | 16 | "Henry em Dose Dupla (BR) Gémeos Henry (PT)" "Twin Henrys" | Russ Reinsel  | Dan Schneider Avin Das                         | 7 de maio de 2016 2 de agosto de 2016 17 de outubro de 2016                            | 216                | 1.37                   |
| 42 | 17 | "Danger & Thunder (BR) Perigo e Trovão (PT)" (Quarto Especial de Henry Danger e Segundo Especial de The Thundermans) "Danger & Thunder"                         | Steve Hoefer  | Dan Schneider Jay Kogen Dave Malkoff           | 18 de junho de 2016 25 de agosto de 2016 2 de novembro de 2016 (parte 1) TBA (parte 2) | 995                | 2.24                   |
| 43 | 18 | "Eu Sei o Seu Segredo (BR) Eu Sei o Teu Segredo (PT)" "I Know Your Secret"                                                                                      | Russ Reinsel  | Dan Schneider Christopher J. Nowak             | 17 de julho de 2016 22 de setembro de 2016 4 de novembro de 2016                       | 219                | 2.60                   |